# Witold Bełza

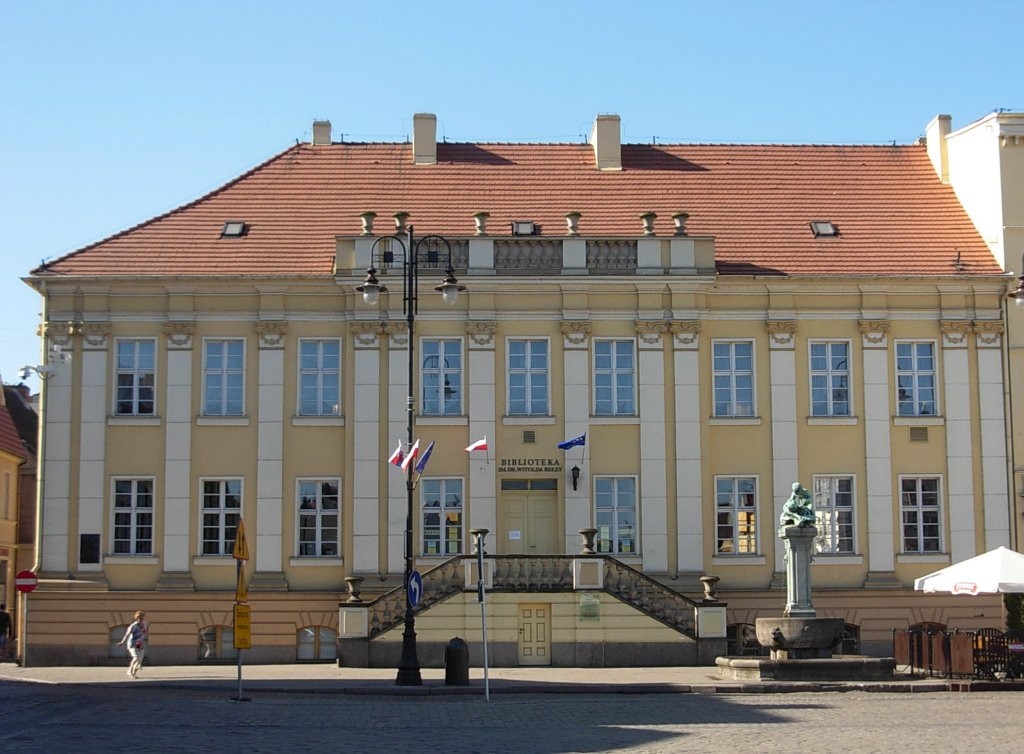
Biblioteka Miejska w Bydgoszczy, w której dyrektorem w latach 1920–1939 i 1945–1952 był Witold Bełza

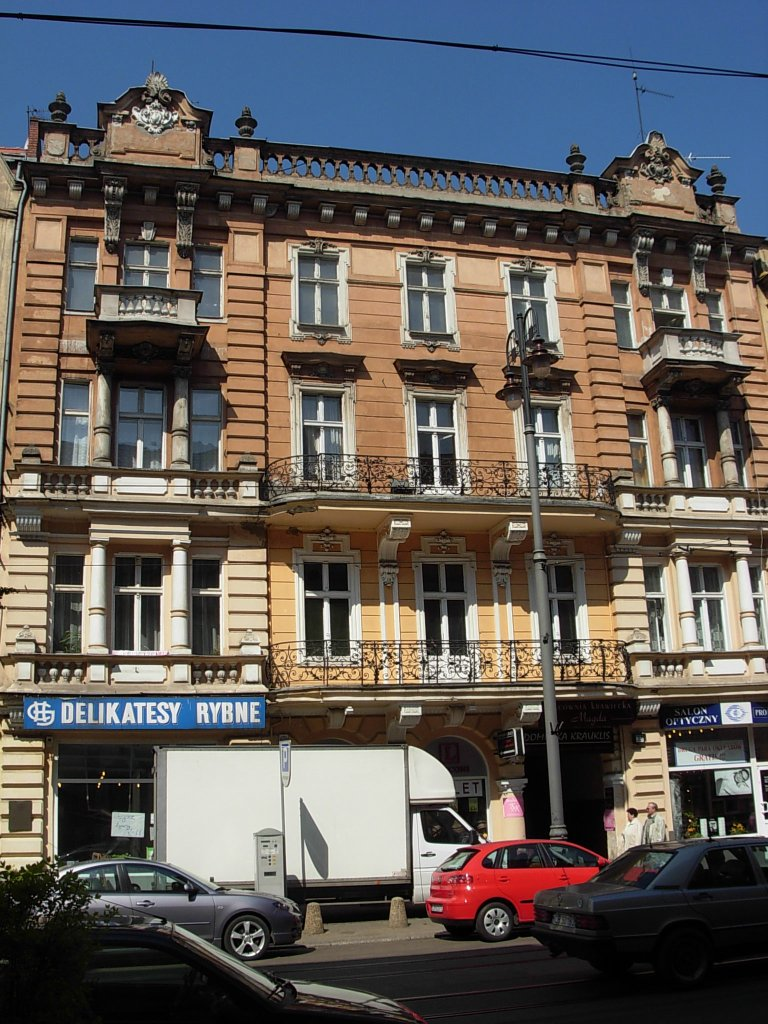
Kamienica Gdańska 33 w Bydgoszczy, w której mieszkał w latach 1951–1955

Witold Stanisław Kazimierz Bełza (ur. 8 maja 1886 w Warszawie, zm. 24 lutego 1955 w Bydgoszczy) – polski bibliotekarz, literat, publicysta, działacz kultury, dyrektor Biblioteki Miejskiej w Bydgoszczy (1920–1939, 1945–1952).

## Życiorys
Urodził się 8 maja 1886 r. w Warszawie. Był synem Stanisława Bełzy (1849–1929), śląskiego adwokata, publicysty, podróżnika i działacza niepodległościowego oraz Jadwigi z Kobylańskich, córki warszawskiego lekarza. Jego stryjem był Władysław Bełza (1847–1913), literat, publicysta, sekretarz administracyjny Ossolineum we Lwowie. Jego ojciec i stryj w swojej działalności pisarskiej i społecznej zajmowali się także polskimi ziemiami zachodnimi. Obaj byli członkami korespondentami Poznańskiego Towarzystwa Przyjaciół Nauk.
Uczęszczał do gimnazjum w Warszawie, a następnie w Gimnazjum O. Jezuitów w Chyrowie, gdzie w 1905 r. zdał egzamin dojrzałości. W latach 1911–1914 studiował na Wydziale Humanistycznym Uniwersytetu Lwowskiego. W latach 1910–1920 pracował w Bibliotece Zakładu Narodowego im. Ossolińskich we Lwowie. Równocześnie parał się pracą dziennikarską i literacką. Był redaktorem „Poradnika Teatrów i Chórów Włościańskich” i współpracownikiem „Pamiętnika Literackiego”.
Wybuch I wojny światowej zastał go w Szwajcarii. Podjął wtedy posadę bibliotekarza w Muzeum Polskim w Rapperswilu. W styczniu 1917 r. powrócił do pracy w lwowskim Ossolineum. Uzyskał wtedy na Uniwersytecie Lwowskim stopień doktora filozofii na podstawie rozprawy pt. „Wernyhora w poezji Słowackiego”, wykonanej pod kierunkiem prof. Wilhelma Bruchnalskiego.

### Dyrektor Biblioteki Miejskiej w Bydgoszczy
W sierpniu 1920 r. zamieszkał w Bydgoszczy, a z dniem 1 września tego roku objął stanowisko dyrektora Biblioteki Miejskiej i Biblioteki Ludowej. Zajął się „gruntowną polonizacją biblioteki”. W ciągu kilku lat przekształcił niemiecki księgozbiór w cenny księgozbiór polski. Rozbudował dział rękopisów oraz doprowadził do odzyskania z rąk niemieckich pozostałości biblioteki bernardynów bydgoskich.
Zyskał dla bydgoskiej książnicy liczne darowizny i depozyty oraz wykształcił wielu bibliotekarzy. Uczynił z biblioteki poważny ośrodek naukowy. Bardzo cennym darem dla Biblioteki Miejskiej w Bydgoszczy był dar kolekcjonera Kazimierza Kierskiego, który przekazał zbiór prawie 2700 dokumentów (przywileje, dyplomy, uniwersały, nominacje, listy itd.), w tej liczbie 13 dokumentów pergaminowych i 523 listy i dokumenty królewskie. Z kolei na początku lat 30. Adam Grzymała-Siedlecki przekazał bydgoskiej książnicy kilkanaście książek z poronińskiego księgozbioru Włodzimierza Lenina, co stało się prawdziwą rewelacją.

### Działalność naukowo-literacka w Bydgoszczy
Witold Bełza łączył funkcję dyrektora biblioteki z pracą naukową i literacką. Owocowała ona opracowaniami z zakresu bibliotekoznawstwa, historii literatury polskiej, krytyki teatralnej. Był autorem kilku utworów beletrystycznych i tłumaczeń z języków niemieckiego i francuskiego.
W latach 1935–1936 był stałym współpracownikiem Polskiego Słownika Biograficznego, dla którego opracował kilka biogramów. Pisywał korespondencje i felietony dla prasy lokalnej i krajowej. Rękopisy kilku jego prac literackich zaginęły w okresie okupacji niemieckiej, m.in. gotowy 600 stronicowy rękopis pt. Xawera Deibel, na podstawie autentycznych listów Adama Mickiewicza. W latach 1934–1939 łączył obowiązki dyrektora z funkcją naczelnika Wydziału Oświaty i Kultury Zarządu Miejskiego.
Od młodości był miłośnikiem muzyki i śpiewu. Widywano go w Teatrze Miejskim na każdej premierze. Z racji urzędu często włączał się w organizację imprez muzycznych i starał się o odpowiednie dotacje finansowe Urzędu Miejskiego. Często grał na fortepianie podczas spotkań towarzyskich oraz działał w sekcji kameralnej Bydgoskiego Towarzystwa Muzycznego. Zasiadał w zarządzie tego Towarzystwa oraz był zastępcą prezesa.
Udzielał się w organizacjach społeczno-kulturalnych, m.in. w Organizacji Inteligencji Polskiej (od 1921), w jej sekcji kulturalno-oświatowej, zajmującej się popularyzacją literatury i historii Polski. W 1923 r. był współorganizatorem Towarzystwa Miłośników Miasta Bydgoszczy oraz jednym z inicjatorów założenia Muzeum Miejskiego. W 1934 r. należał do współorganizatorów Rady Artystyczno-Kulturalnej i wchodził w skład jej zarządu. Swoją aktywną działalnością przyczynił się do wzrostu znaczenia Bydgoszczy jako ośrodka kulturalnego na Pomorzu i w kraju.

### Działalność po 1939 r.
Lata II wojny światowej spędził poza Bydgoszczą. Przebywał w Brzuchowicach pod Lwowem, we Lwowie i Ciężkowicach pod Tarnowem. Zajmował się wówczas pracą bibliotekarską i nauczycielską. Do Bydgoszczy wrócił 14 marca 1945 r. Powierzono mu kierownictwo Biblioteki Miejskiej i Ludowej. Od września 1945 r. do lutego 1949 r. pełnił jednocześnie funkcje naczelnika Wydziału Kultury i Sztuki w magistracie. W latach 1946–1947 był również kierownikiem literackim Teatru Miejskiego, a w 1947 r. wykładał w bydgoskiej Szkole Dramatycznej. Pod jego kierownictwem powstała po 1946 r. sieć Bibliotek Powszechnych w mieście.
28 sierpnia 1945 r. na posiedzeniu Zarządu Miejskiego wystąpił z wnioskiem uczczenia 600-lecia Bydgoszczy. Powierzono mu przygotowanie obchodów jubileuszowych. W grudniu 1947 r. zorganizował Bibliotekę Lekarską jako oddział Biblioteki Miejskiej. Bydgoskie Towarzystwo Lekarskie w uznaniu jego zasług przyznało mu honorowe członkostwo. Był również czynnym członkiem Towarzystwa Literackiego im. A. Mickiewicza, Związku Bibliotekarzy i Archiwistów Polskich, Związku Literatów Polskich. W latach 1945–1949 pisywał do Ilustrowanego Kuriera Polskiego, Trybuny Pomorskiej, Ziemi Pomorskiej i Tygodnika Warszawskiego.
W końcu lat 40. XX w. ze względów politycznych stał się niewygodny dla nowych władz miejskich. Nie pomogło nawet to, że wstąpił do Zjednoczonego Stronnictwa Ludowego i uczestniczył w obowiązujących wówczas szkoleniach ideologicznych. W kwietniu 1951 r. musiał opuścić mieszkanie przy ul. Adama Asnyka 7/3, które oddano do dyspozycji Wojewódzkiego Urzędu Bezpieczeństwa Publicznego. Odtąd mieszkał przy ul. Gdańskiej 33. 1 grudnia 1952 r. zdjęto go ze stanowiska dyrektora i pozbawiono dodatku funkcyjnego, a 31 grudnia tego roku przeniesiono w stan spoczynku ze względu na „przekroczenie 60-tego roku życia”. Przez pewien czas pracował jeszcze w Bibliotece Miejskiej jako „pomoc w Czytelni Naukowej”, a 31 sierpnia 1953 r. odszedł definitywnie z Biblioteki Miejskiej.
Uniemożliwiono mu dalszą działalność zawodową, m.in. w Bibliotece Jagiellońskiej w Krakowie oraz w Zakładach Graficznych PZWS w Bydgoszczy.
Zmarł 24 lutego 1955 r. w Bydgoszczy. Pochowano go na bydgoskim cmentarzu Nowofarnym. Po jego śmierci nie ukazał się ani jeden oficjalny nekrolog.

### Rodzina
Witold Bełza od 1917 r. był żonaty z Karoliną Ludwiką z Winiarzów. Żona pochodziła z rodziny zasłużonych księgarzy i drukarzy lwowskich. Miał córkę Halinę (1919–1992), zamężną z Janem Harasymowiczem, profesorem Politechniki Krakowskiej i syna Stanisława Janusza (1921–1982), rzeczoznawcę i biegłego sądowego.

## Upamiętnienie
24 lutego 1984 r. na ścianie budynku przy ul. Gdańskiej 33, gdzie mieszkał, odsłonięto tablicę pamiątkową ku jego czci. Jest również patronem Wojewódzkiej i Miejskiej Biblioteki Publicznej w Bydgoszczy.